# Cerasus patentipila
Cerasus patentipila là loài thực vật có hoa trong họ Hoa hồng. Loài này được (Hand.-Mazz.) T.T. Yu & C.L. Li mô tả khoa học đầu tiên năm 1986.